# Parc national Hornopirén
Le parc national Hornopirén est un parc national situé dans la région des Lacs au Chili. Créé en 1988, le parc est administré par la Corporación Nacional Forestal (CONAF).